# Kanjar
Kanjar is een bestuurslaag in het regentschap Sampang van de provincie Oost-Java, Indonesië. Kanjar telt 1843 inwoners (volkstelling 2010).